# Златна мехурка
Златните мехурки (Utricularia aurea) са вид растения от семейство Мехуркови (Lentibulariaceae).
Те са незастрашен вид.
Таксонът е описан за пръв път от Жуау ди Лоурейру през 1790 година.